# Anni Siirtola
Anni Maria Siirtola (* 12. September 1998 in Espoo) ist eine finnische Hürdenläuferin, die sich auf den 100-Meter-Hürdenlauf spezialisiert hat.

## Sportliche Laufbahn
Erste internationale Erfahrungen sammelte Anni Siirtola im Jahr 2017, als sie bei den U20-Europameisterschaften in Grosseto mit 14,38 s im Halbfinale ausschied. Auch bei den U23-Europameisterschaften im schwedischen Gävle schied sie mit 13,60 s im Halbfinale aus. 2021 wurde sie bei den Halleneuropameisterschaften in Toruń über 60 m Hürden in der ersten Runde disqualifiziert und 2023 kam sie bei den World University Games in Chengdu mit 13,58 s nicht über den Vorlauf über 100 m Hürden hinaus.
2021 wurde Siirtola finnische Hallenmeisterin im 60-Meter-Hürdenlauf.

## Persönliche Bestleistungen
- 100 m Hürden: 13,24 s (−0,5 m/s), 30. Mai 2021 in Helsinki
  - 60 m Hürden (Halle): 8,12 s, 12. Februar 2021 in Łódź